# هارفي والدن الرابع
هارفي والدن الرابع (بالإنجليزية: Harvey Walden IV)‏ هو عسكري أمريكي، ولد في 21 ديسمبر 1966 في شيكاغو في الولايات المتحدة.

## وصلات خارجية
- الموقع الرسمي